# Stetten (Francia)
Stetten è un comune francese di 315 abitanti situato nel dipartimento dell'Alto Reno nella regione del Grand Est.

## Società

### Evoluzione demografica
Abitanti censiti